# Erythroclea
Erythroclea is een kevergeslacht uit de familie van de boktorren (Cerambycidae). De wetenschappelijke naam van het geslacht werd voor het eerst geldig gepubliceerd in 1914 door Aurivillius.

## Soorten
Erythroclea is monotypisch en omvat slechts de volgende soort:
- Erythroclea bimaculata Aurivillius, 1914